# Clusia torresii
Clusia torresii är en tvåhjärtbladig växtart som beskrevs av Paul Carpenter Standley. Clusia torresii ingår i släktet Clusia och familjen Clusiaceae. Inga underarter finns listade i Catalogue of Life.